# Mjóafjarðarhreppur
Mjóafjarðarhreppur – dawna gmina we wschodniej Islandii, nad fiordem Mjóifjörður. W 2005 roku zdecydowano o włączeniu jej do gminy Fjarðabyggð. W momencie rozwiązania gminy zamieszkiwało ją 38 osób. Większym skupiskiem ludności była osada Brekka, zwana również Mjóifjörður.

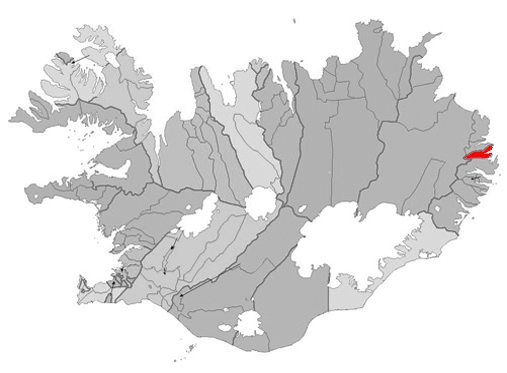
Położenie gminy Mjóafjarðarhreppur na mapie administracyjnej Islandii